# Castelpetroso
Castelpetroso – miejscowość i gmina we Włoszech, w regionie Molise, w prowincji Isernia.
Według danych na rok 2004 gminę zamieszkiwały 1642 osoby, 74,6 os./km².